# Ninja (romanzo)
Ninja è un romanzo di Eric Van Lustbader, pubblicato nel 1980.
In esso l'autore fonde la storia del ventesimo secolo (la seconda guerra mondiale, Mac Arthur e il processo di ricostruzione del Giappone dopo la disfatta e Hiroshima), l'erotismo, l'azione e l'antica cultura giapponese basata sul budō (la via del guerriero) e sulla società feudale fondata sulla figura del samurai.

## Trama
Protagonista di questo libro è Nicholas Linnear. Figlio del Colonnello Linnear, uno degli artefici della politica di Mac Arthur, e di Cheong, una donna cinese, Nicholas cresce in Giappone, e la sua esistenza non è delle più tranquille. Deve infatti fare i conti con il cugino Saigo, che lo odia, ed il padre di questi, Satsugai, membro influente dei potenti Zaibatsu, i gruppi di destra ultranazionalista che provocarono il secondo conflitto mondiale con l'attacco alla flotta americana a Pearl Harbor. Ma all'inizio del libro ritroviamo Nicholas adulto, promettente membro di uno studio pubblicitario nella New York degli anni '80. La sensazione di essere ancora perseguitato dai fantasmi del suo passato lo spinge a licenziarsi dal lavoro. Nel frattempo una serie di omicidi efferati viene commessa. Sarà nel momento in cui Nicholas avvierà una burrascosa relazione con Justine Tomkin, figlia di un potente multimiliardario, che il protagonista verrà coinvolto nell'indagine su tali omicidi. E sarà anche quello il momento in cui si renderà conto che dal passato non si sfugge e si preparerà alla resa dei conti con il suo avversario, un temibile Ninja.